# Glossiphonia paludosa
Glossiphonia paludosa är en ringmaskart som först beskrevs av Carena 1824.  I den svenska databasen Dyntaxa används istället namnet Batracobdella paludosa. Enligt Catalogue of Life ingår Glossiphonia paludosa i släktet Glossiphonia och familjen broskiglar, men enligt Dyntaxa är tillhörigheten istället släktet Batracobdella och familjen broskiglar. Arten är reproducerande i Sverige. Inga underarter finns listade i Catalogue of Life.